# Tanc Femella

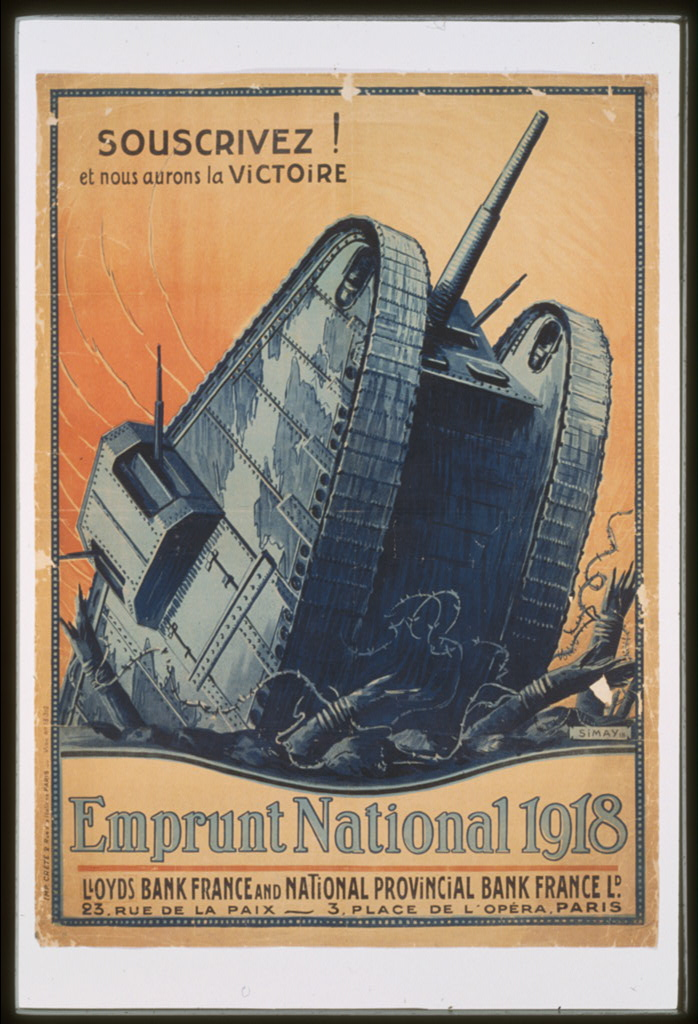
Pòster promocional amb temàtica militar amb un tanc com a element principal

El tanc «Femella» era un tipus de tanc prevalent en la Primera Guerra Mundial, que tenia diverses metralladores en comptes d'armament pesant del que es podia veure en els tancs «mascles». A més a més, els tancs femella tenien normalment un paper d'anti-infanteria. El tinent coronel Ernest Swinton, que va tenir un paper en el desenvolupament del primer tanc britànic i que va ser co-creador del terme "tanc" (originalment una paraula en codi), se li atribueix l'invent d'aquests termes relacionats amb el gènere, pensant que les millors tàctiques de tancs tindrien els dos tipus operant de manera concertada.